# イヴァン・ムスチスラヴィチ (コゼリスク公)
イヴァン・ムスチスラヴィチ（ロシア語: Иван Мстиславич、? - 1238年）はリューリク朝・オレグ家(ru)出身のコゼリスク公（在位：1223年 - 1238年）である。
イヴァンはおそらくチェルニゴフ公ムスチスラフの子である。またイヴァンという名は『エレツ・シノディク』、『セヴェルスキー・シノディク』に拠るものである。
1238年のカルカ河畔の戦いで死亡した。